# Profondità di fuoco
In fotografia, la profondità di fuoco indica un intervallo di tolleranza nella distanza fra il piano della pellicola (o del sensore nelle fotocamere digitali) e l'elemento posteriore dell'obiettivo. Questo concetto viene talvolta confuso con quello (correlato ma diverso) di profondità di campo. La profondità di fuoco si misura generalmente in centesimi di millimetro.  

## Fattori che influenzano la profondità di fuoco
La profondità di fuoco non dipende dagli stessi tre fattori da cui dipende la profondità di campo. Infatti, la profondità di fuoco aumenta:
- se diminuisce l'apertura del diaframma
- se diminuisce la distanza del soggetto
- la lunghezza focale non ha influenza sulla profondità di fuoco perché, a parità di diaframma, l'ampiezza del cono di luce non varia.

Una formula per calcolare la p.d.f. è la seguente: 2 x apertura relativa (diaframma) x diametro del circolo di confusione accettabile.

A dimostrazione degli asserti sui parametri che regolano la p.d.f., si vede che nella formula non compare la lunghezza focale. L'apertura relativa, non essendo al denominatore di una frazione, indica una proporzionalità diretta con la p.d.f.